# Bashir Al Helal
 (septembre 2021).
La mise en forme du texte ne suit pas les recommandations de Wikipédia : il faut le « wikifier ».
Les points d'amélioration suivants sont les cas les plus fréquents. Le détail des points à revoir est peut-être précisé sur la page de discussion.
- Les titres sont pré-formatés par le logiciel. Ils ne sont ni en capitales, ni en gras.
- Le texte ne doit pas être écrit en capitales (les noms de famille non plus), ni en gras, ni en italique, ni en « petit »…
- Le gras n'est utilisé que pour surligner le titre de l'article dans l'introduction, une seule fois.
- L'italique est rarement utilisé : mots en langue étrangère, titres d'œuvres, noms de bateaux, etc.
- Les citations ne sont pas en italique mais en corps de texte normal. Elles sont entourées par des guillemets français : « et ».
- Les listes à puces sont à éviter, des paragraphes rédigés étant largement préférés. Les tableaux sont à réserver à la présentation de données structurées (résultats, etc.).
- Les appels de note de bas de page (petits chiffres en exposant, introduits par l'outil «  Source ») sont à placer entre la fin de phrase et le point final[comme ça].
- Les liens internes (vers d'autres articles de Wikipédia) sont à choisir avec parcimonie. Créez des liens vers des articles approfondissant le sujet. Les termes génériques sans rapport avec le sujet sont à éviter, ainsi que les répétitions de liens vers un même terme.
- Les liens externes sont à placer uniquement dans une section « Liens externes », à la fin de l'article. Ces liens sont à choisir avec parcimonie suivant les règles définies. Si un lien sert de source à l'article, son insertion dans le texte est à faire par les notes de bas de page.
- La présentation des références doit suivre les conventions bibliographiques. Il est recommandé d'utiliser les modèles {{Ouvrage}}, {{Chapitre}}, {{Article}}, {{Lien web}} et/ou {{Bibliographie}}. Le mode d'édition visuel peut mettre en forme automatiquement les références.
- Insérer une infobox (cadre d'informations à droite) n'est pas obligatoire pour parachever la mise en page.

Pour une aide détaillée, merci de consulter Aide:Wikification.
Si vous pensez que ces points ont été résolus, vous pouvez retirer ce bandeau et améliorer la mise en forme d'un autre article.
Bashir Al Helal (né le 6 janvier 1936 dans le Raj britannique et mort le 31 août 2021 à Dacca) est un écrivain bangladais.

## Biographie
Bashir Al-Helal est né dans le village de Mir Para de Talibpur dans le district de Murshidabad. Bien qu'étant bridé par son père, il est admis à Talibpur Pathshala, puis obtient son diplôme au lycée de Setabganj. Enfin, il termine ses études à l'université de Calcutta. 
En 1969, Bashir Al Helal est nommé co-directeur de la Bangla Academy. Il devient ensuite le vice-chancelier de l'Académie Bangla. Il termine sa carrière comme directeur de l'Académie Bangla. Il a pris sa retraite en 1993, après 24 ans passés à l'Académie.

## Œuvres

### Romans
- Kalo Ilish (The Black Hilsha, 1979)
- Ghritakumari (The Aloe, 1984)
- Shesh Panpatra (The Last Drinking Vessel, 1986)
- Nurjahander Madhumas (Spring of the Nurjahans, 1988)
- Shishirer Deshe Avijan (An Expedition in the Land of Dew, 1990)

### Ouvrages historiques
- Bhasha Andoloner Itihas (The History of Language Movement, 1985)
- History of Bangla Academy (Bangla Academy't Itihas)

## Récompenses
- Alaol Literary Award (1991)
- Prix littéraire de l'Académie Bangla (1993)